# جستين تشامبرس
جستين تشامبرس (بالإنجليزية: Justin Chambers)‏ ممثل أمريكي من مواليد 11 تموز 1970، حاصل على جائزة نقابة ممثلي الشاشة 2006 لأفضل مجموعة عن دوره في مسلسل غريز أناتومي الطبيب (اليكس كاريف).

## روابط خارجية
- جستين تشامبرس على موقع IMDb (الإنجليزية)
- جستين تشامبرس على موقع ألو سيني (الفرنسية)
- جستين تشامبرس على موقع ميوزك برينز (الإنجليزية)
- جستين تشامبرس على موقع أول موفي (الإنجليزية)
- جستين تشامبرس على موقع قاعدة بيانات الأفلام السويدية (السويدية)
- جستين تشامبرس على موقع إن إن دي بي (الإنجليزية)
- جستين تشامبرس على موقع قاعدة بيانات الفيلم (الإنجليزية)
- جستين تشامبرس على موقع كينوبويسك (الروسية)